# Frew McMillan
Frew Donald McMillan (Springs, 20 mei 1942) is een voormalig proftennisser uit Zuid-Afrika. Hij speelde internationaal tennis vanaf 1961 als amateur. In 1969 werd hij prof.

## Loopbaan
McMillan was een succesvol dubbelspeler. Hij won vijf grandslamtoernooien in het herendubbelspel, waaronder driemaal Wimbledon met Bob Hewitt. In 1967 deden ze dat zonder setverlies. Hij won in totaal 63 dubbelspeltitels, en was lange tijd nummer 1 op de ATP-ranglijst in het dubbelspel. Hij won ook nog vijf grandslamtitels in het gemengd dubbelspel.
Zijn carrière in het enkelspel was daarentegen bescheiden; hij kwam niet verder dan de kwartfinale in een grandslamtoernooi (het US Open van 1972). Hij won twee toernooien: het indoortoernooi van München in 1974 tegen Nicola Pilić en dat van Nürnberg in 1976 tegen Thomaz Koch. In eigen land verloor hij de finale van het open Zuid-Afrikaanse tenniskampioenschap van 1970 van Rod Laver.
Hij won zijn laatste dubbelspeltitel in 1982 op het ATP-toernooi van Johannesburg aan de zijde van Brian Gottfried.
Hij speelde in het Zuid-Afrikaanse Davis Cupteam van 1965 tot 1969 en van 1973 tot 1978. Hij is de Zuid-Afrikaan die aan de meeste Davis Cup-ontmoetingen heeft deelgenomen (28). In 1974 won zijn team de beker zonder te hoeven spelen – de andere finalist, India, weigerde tegen Zuid-Afrika te spelen uit protest tegen de apartheidspolitiek van Zuid-Afrika.
McMillan werd in 1992 opgenomen in de internationale Tennis Hall of Fame.

## Resultaten grandslamtoernooien
| Legenda | Legenda                          |
| ------- | -------------------------------- |
| g.t.    | geen toernooi gehouden           |
| l.c.    | lagere categorie                 |
| –       | niet deelgenomen                 |
| G       | uitgeschakeld in de groepsfase   |
| 1R      | uitgeschakeld in de eerste ronde |
| 2R      | uitgeschakeld in de tweede ronde |
| 3R      | uitgeschakeld in de derde ronde  |
| 4R      | uitgeschakeld in de vierde ronde |
| KF      | uitgeschakeld in de kwartfinale  |
| HF      | uitgeschakeld in de halve finale |
| F       | de finale verloren               |
| W       | het toernooi gewonnen            |
| w-v     | winst/verlies-balans             |

### Enkelspel
| Toernooi        | 1961 | 1962 | 1963 | 1964 | 1965 | 1966 | 1967 | 1968 | 1969 | 1970 | 1971 | 1972 | 1973 | 1974 | 1975 | 1976 | 1977  | 1978 |
| --------------- | ---- | ---- | ---- | ---- | ---- | ---- | ---- | ---- | ---- | ---- | ---- | ---- | ---- | ---- | ---- | ---- | ----- | ---- |
| Australian Open | –    | –    | –    | –    | –    | –    | –    | –    | –    | –    | 1R   | –    | –    | –    | –    | –    | – & – | –    |
| Roland Garros   | –    | –    | 1R   | 1R   | 2R   | 2R   | 3R   | 2R   | 2R   | –    | 3R   | 3R   | 1R   | –    | –    | –    | –     | –    |
| Wimbledon       | 1R   | 2R   | 2R   | 1R   | 1R   | 2R   | 1R   | 1R   | 1R   | 3R   | 2R   | 1R   | 1R   | 1R   | 1R   | 1R   | 2R    | 3R   |
| US Open         | –    | –    | –    | 2R   | –    | –    | –    | –    | –    | 2R   | 1R   | KF   | 1R   | 2R   | 2R   | 4R   | 1R    | 1R   |

### Mannendubbelspel
Enkel de prestaties in het open tijdperk zijn opgenomen in de tabel. McMillan won Wimbledon ook in 1967.
| Toernooi        | 1968 | 1969 | 1970 | 1971 | 1972 | 1973 | 1974 | 1975 | 1976 | 1977  | 1978 | 1979 | 1980 | 1981 | 1982 | 1983 |
| --------------- | ---- | ---- | ---- | ---- | ---- | ---- | ---- | ---- | ---- | ----- | ---- | ---- | ---- | ---- | ---- | ---- |
| Australian Open | –    | –    | –    | 1R   | –    | –    | –    | –    | –    | – & – | –    | –    | –    | –    | –    | –    |
| Roland Garros   | HF   | KF   | –    | HF   | W    | HF   | –    | –    | –    | –     | –    | –    | –    | –    | –    | –    |
| Wimbledon       | HF   | HF   | HF   | 1R   | W    | –    | 2R   | KF   | 1R   | KF    | W    | HF   | KF   | 3R   | 3R   | 3R   |
| US Open         | –    | –    | KF   | HF   | 1R   | KF   | –    | 1R   | KF   | W     | KF   | KF   | KF   | 1R   | –    | –    |